# Berg (Pfalz)
Pour les articles homonymes, voir Berg.
Berg (Pfalz) est une municipalité de la Verbandsgemeinde Hagenbach, dans l'arrondissement de Germersheim, en Rhénanie-Palatinat, dans l'ouest de l'Allemagne.

## Situation

Localisation de Berg dans la Verbandsgemeide et dans l'arrondissement.